# Carlo Bigatto
Carlo Bigatto, surnommé Bigatto I pour le distinguer de son frère Giorgio, (né le 19 août 1895 à Balzola, dans la province d'Alexandrie dans le Piémont et mort le 16 septembre 1942) est un joueur (qui évoluait au poste de milieu de terrain) et entraîneur de football italien.

## Biographie

### Joueur
Après avoir débuté en équipe de jeunes avec le Piemonte Football Club, club avec lequel il a évolué jusqu'en 1913, Carlo Bigatto a effectué toute sa carrière avec la Juventus, club dont il marqua l'histoire, s'imposant en près de 18 ans de carrière comme l'un des plus grands joueurs bianconere de l'histoire.
Il joue son premier match avec la Vieille Dame le 12 octobre 1913 lors d'une victoire à domicile 3-1 contre le Libertas Milano, match au cours duquel il inscrivit le seul et unique but de sa carrière.
Surnommé « Il dilettante » (l'amateur), à cause de son envie de jouer seulement au football, sans recevoir de salaire, il était également appelé Bigatto I pour le différencier de son frère Giorgio (dit Bigatto II), qui fut juventino comme lui lors de la saison 1923-1924.
Bigatto est connu pour avoir été l'un des premiers joueurs marquants de l'histoire de la Juventus: est le premier bianconero à dépasser la barre des 100 matchs disputés avec le club (lors d'un succès 2-1 joué le 4 janvier 1925 contre Padoue), puis celle des 150 matchs (lors d'un succès 7-2 joué le 2 janvier 1927 contre Modène) et enfin celle des 200 matchs avec les Turinois (lors d'un succès 1-0 joué le 21 octobre 1928 contre Hellas Vérone).
Il a gagné le championnat à deux reprises: en 1925-26 et 1930-31 (premier des cinq titres d'affilée, record du calcio).
Bigatto fut également international avec la sélection italienne à 5 reprises entre 1925 et 1927.

### Entraîneur
Peu après sa retraite de footballeur en 1931, il prend la tête du club en 1935 (à la suite du départ de Carlo Carcano). Ensemble, ils dirigent leur premier match sur le banc le 16 décembre 1934 lors d'une défaite en Serie A 2-0 contre Bologne. Il réalise la performance pour sa première année en tant qu'entraîneur de gagner le scudetto la même année (dernier des 5 titres du Quinquennat d'or), avant d'être remplacé la saison suivante par Virginio Rosetta (avec un total de 29 matchs dirigés pour 16 victoires).

## Palmarès
| Juventus - Championnat d'Italie (2) : - Champion : 1925-26 et 1930-31. |  | Juventus - Championnat d'Italie (1) : - Champion : 1934-35. |

## Carrière
| Club                   | Saison     | Championnat         | Championnat | Championnat | Total  | Total |
| Club                   | Saison     | Compétition         | Matchs      | Buts        | Matchs | Buts  |
| ---------------------- | ---------- | ------------------- | ----------- | ----------- | ------ | ----- |
| FBC Juventus ( Italie) | 1913-1914  | Campionato Federale | 13          | 1           | 13     | 1     |
| FBC Juventus ( Italie) | 1914-1915  | Campionato Federale | 10          | 0           | 10     | 0     |
| FBC Juventus ( Italie) | 1915-1916  | Coppa Federale      | 7           | 0           | 7      | 0     |
| FBC Juventus ( Italie) | 1919-1920  | Campionato Federale | 0           | 0           | 0      | 0     |
| FBC Juventus ( Italie) | 1920-1921  | Prima Categoria     | 10          | 1           | 10     | 1     |
| FBC Juventus ( Italie) | 1921-1922  | Prima Divisione     | 18          | 0           | 18     | 0     |
| FBC Juventus ( Italie) | 1922-1923  | Prima Divisione     | 20          | 0           | 20     | 0     |
| FBC Juventus ( Italie) | 1923-1924  | Prima Divisione     | 14          | 0           | 14     | 0     |
| FBC Juventus ( Italie) | 1924-1925  | Prima Divisione     | 21          | 0           | 21     | 0     |
| FBC Juventus ( Italie) | 1925-1926  | Prima Divisione     | 26          | 0           | 26     | 0     |
| FBC Juventus ( Italie) | 1926-1927  | Divisione Nazionale | 26          | 0           | 26     | 0     |
| FBC Juventus ( Italie) | 1927-1928  | Divisione Nazionale | 32          | 0           | 32     | 0     |
| FBC Juventus ( Italie) | 1928-1929  | Divisione Nazionale | 25          | 0           | 25     | 0     |
| FBC Juventus ( Italie) | 1929-1930  | Serie A             | 19          | 0           | 19     | 0     |
| FBC Juventus ( Italie) | 1930-1931  | Serie A             | 1           | 0           | 1      | 0     |
|                        | Total Juve |                     | 242         | 2           | 242    | 2     |
| Total carrière         |            |                     | 242         | 2           | 242    | 2     |